# هنرهای ایران (کتاب)
هنرهای ایران کتابی از ر. دبلیو. فریه با ترجمهٔ پرویز مرزبان است که در سال ۱۳۷۴ منتشر و در مراسم کتاب سال جمهوری اسلامی ایران به‌عنوان کتاب برگزیده معرفی شد.